# Сикора, Даниэл
Да́ниэл Сико́ра (словац. Daniel Sýkora) — словацкий кёрлингист и тренер по кёрлингу.
Как тренер смешанной парной сборной Словакии участник чемпионатов мира, как тренер женской сборной Словакии участник чемпионатов Европы.

## Команды
| Сезон   | Четвёртый     | Третий      | Второй       | Первый        | Запасной        | Турниры             |
| ------- | ------------- | ----------- | ------------ | ------------- | --------------- | ------------------- |
| 2021—22 | Milan Bubenik | Peter Mocek | Lubomír Malý | Даниэл Сикора | Karol Pospíchal | ЧМВ 2022 (20 место) |

(скипы выделены полужирным шрифтом)

## Результаты как тренера национальных сборных
| Год  | Турнир                                              | Сборная                   | Место |
| ---- | --------------------------------------------------- | ------------------------- | ----- |
| 2012 | Чемпионат мира по кёрлингу среди смешанных пар 2012 | Словакия (смешанная пара) | 17    |
| 2015 | Чемпионат мира по кёрлингу среди смешанных пар 2015 | Словакия (смешанная пара) | 25    |
| 2015 | Чемпионат Европы по кёрлингу 2015 (группа С)        | Словакия (женщины)        | 2     |
| 2019 | Чемпионат мира по кёрлингу среди смешанных пар 2019 | Словакия (смешанная пара) | 29    |